# Comprimario
Comprimario is een Italiaanse muziekterm met betrekking tot de manier waarop een stuk of passage uitgevoerd dient te worden. De letterlijke vertaling is met de eerste. In de praktijk komt dit erop neer dat, wanneer deze term wordt gebruikt, de rol van de musicus een begeleidende is. Een voorbeeld hiervan is een stuk voor piano en viool, waarbij de viool een aantal maten rust heeft. Tijdens de rust kan de pianist op een solistische manier spelen; immers hoeft hij/zij geen rekening te houden met een andere speler op hetzelfde moment. Zodra de violist weer inzet, kan de term comprimario gebruikt worden, zodat de pianist weet dat de violist weer zal spelen en zijn taak verandert naar die van begeleider. Daarbij kan onder andere een aanpassing in dynamiek horen (zodat de pianist de violist niet overstemt), of het volgen van de violist in de uitvoering (dezelfde interpretatie van de muzieknoten overnemen). Uiteraard zijn er tal van andere bezettingen waarin deze aanwijzing voorkomt. In alle gevallen wil het zeggen dat de rol van degene die de term heeft staan, een begeleidende is.